# Maison dite du Bailli
La maison dite du Bailli est située à Felletin, en France.

## Localisation
L'immeuble est situé sur le territoire de la commune de Felletin dans le département de la Creuse et la région Nouvelle-Aquitaine.

## Description
La maison dite du Bailli présente deux façades séparées par une cour intérieure que ferme un portail côté rue. La première façade est percée, à chaque étage, d'une fenêtre chanfreinée à appui saillant. À l'angle de cette façade, du côté de la cour intérieure, est posée en encorbellement sur cul-de-lampe, une échauguette percée de trois fenêtres superposées dans un axe différent. La petite cour intérieure s'ouvre sur la rue par un large portail chanfreiné dont l'arc brisé est surmonté d'un écu blanc. Dans l'angle gauche de la cour fait saillie une tourelle circulaire renfermant l'escalier à vis.

## Histoire
L'immeuble est inscrit partiellement (éléments protégés : la façade sur la rue Terrefume ; façades en retour sur la cour d'entrée ; toitures correspondantes) au titre des monuments historiques par arrêté du 24 mai 1965.